# Нилсвил (Висконсин)
Нилсвил (енгл. Neillsville) град је у америчкој савезној држави Висконсин.

## Демографија
По попису из 2010. године број становника је 2.463, што је 268 (-9,8%) становника мање него 2000. године.
| Група             | 2000.         | 2010.         |
| Белци             | 2.624 (96,1%) | 2.336 (94,8%) |
| Афроамериканци    | 4 (0,1%)      | 10 (0,4%)     |
| Азијати           | 34 (1,2%)     | 26 (1,1%)     |
| Хиспаноамериканци | 26 (1,0%)     | 57 (2,3%)     |
| Укупно            | 2.731         | 2.463         |